# Peter von Allmen
Peter von Allmen (* 21. Januar 1978 in Münsingen) ist ein ehemaliger Schweizer Skilangläufer. Er trat vorwiegend in der Disziplin Sprint an.

## Werdegang
Von Allmen, der für den SC Bex startete, nahm von 1997 bis 2013 an Wettbewerben der Fédération Internationale de Ski teil. Sein erstes Weltcuprennen lief er im Dezember 1999 in Engelberg, welches er auf dem 80. Platz im Sprint beendete. Im Dezember 2001 holte er in Cogne mit dem 27. Platz seine ersten Weltcuppunkte. Im folgenden Jahr erreichte er in Linz mit dem neunten Platz im Sprint seine erste Top-Zehn-Platzierung im Weltcup. Bei den nordischen Skiweltmeisterschaften 2003 im Val di Fiemme belegte er den 16. Rang im Sprint. Zwei Jahre später errang er bei den nordischen Skiweltmeisterschaften 2005 in Oberstdorf den 44. Platz im Sprint und den 19. Platz zusammen mit Christoph Eigenmann im Teamsprint. Im März 2009 erreichte er in Stockholm mit dem fünften Platz im Sprint sein bestes Resultat im Weltcup. Bei den Olympischen Winterspielen 2010 in Vancouver kam er auf den 43. Platz im Sprint.
Von Allmen trat bei 75 Weltcupeinzelrennen an und kam dabei 24 Mal in die Punkteränge und zweimal unter die ersten Zehn. 2003, 2004, 2006 und 2007 wurde er Schweizer Meister im Sprint. In den Jahren 2000, 2001 und 2002 belegte er den zweiten Platz.

## Siege bei Continental-Cup-Rennen
| Nr. | Datum           | Ort   | Disziplin       | Serie    |
| --- | --------------- | ----- | --------------- | -------- |
| 1.  | 10. Januar 2008 | Olten | Sprint Freistil | Alpencup |

## Teilnahmen an Weltmeisterschaften und Olympischen Winterspielen

### Olympische Spiele
- 2010 Vancouver: 43. Platz Sprint klassisch

### Nordische Skiweltmeisterschaften
- 2003 Val di Fiemme: 16. Platz Sprint Freistil
- 2005 Oberstdorf: 19. Platz Teamsprint Freistil, 44. Platz Sprint klassisch

## Platzierungen im Weltcup

### Weltcup-Statistik
Die Tabelle zeigt die erreichten Platzierungen im Einzelnen.
- 1.–3. Platz: Anzahl der Podiumsplatzierungen
- Top 10: Anzahl der Platzierungen unter den ersten zehn
- Punkteränge: Anzahl der Platzierungen innerhalb der Punkteränge
- Starts: Anzahl gelaufener Rennen in der jeweiligen Disziplin
- Hinweis: Bei den Distanzrennen erfolgt die Einordnung gemäss FIS.

| Platzierung         | Distanzrennen a | Distanzrennen a | Distanzrennen a | Distanzrennen a | Distanzrennen a | Skiathlon Verfolgung | Sprint | Etappen- rennen b | Gesamt | Team c | Team c  |
| Platzierung         | ≤ 5 km          | ≤ 10 km         | ≤ 15 km         | ≤ 30 km         | > 30 km         | Skiathlon Verfolgung | Sprint | Etappen- rennen b | Gesamt | Sprint | Staffel |
| ------------------- | --------------- | --------------- | --------------- | --------------- | --------------- | -------------------- | ------ | ----------------- | ------ | ------ | ------- |
| 1. Platz            |                 |                 |                 |                 |                 |                      |        |                   |        |        |         |
| 2. Platz            |                 |                 |                 |                 |                 |                      |        |                   |        |        |         |
| 3. Platz            |                 |                 |                 |                 |                 |                      |        |                   |        |        |         |
| Top 10              |                 |                 |                 |                 |                 |                      | 2      |                   | 2      |        |         |
| Punkteränge         |                 |                 |                 |                 |                 |                      | 24     |                   | 24     | 6      | 2       |
| Starts              |                 |                 | 2               |                 |                 |                      | 73     |                   | 75     | 6      | 2       |
| Stand: Karriereende |                 |                 |                 |                 |                 |                      |        |                   |        |        |         |

### Weltcup-Gesamtplatzierungen
| Saison  | Gesamt | Gesamt | Sprint | Sprint |
| Saison  | Punkte | Platz  | Punkte | Platz  |
| ------- | ------ | ------ | ------ | ------ |
| 2001/02 | 13     | 109.   | 13     | 57.    |
| 2002/03 | 40     | 65.    | 40     | 34.    |
| 2003/04 | 40     | 79.    | 40     | 36.    |
| 2004/05 | 29     | 82.    | 29     | 39.    |
| 2005/06 | 39     | 98.    | 39     | 39.    |
| 2006/07 | 48     | 72.    | 48     | 34.    |
| 2007/08 | 24     | 101.   | 24     | 66.    |
| 2008/09 | 12     | 142.   | 12     | 84.    |
| 2009/10 | 25     | 125.   | 25     | 67.    |